# Eumerus falsus
Eumerus falsus är en tvåvingeart som beskrevs av Becker 1922. Eumerus falsus ingår i släktet månblomflugor, och familjen blomflugor. Inga underarter finns listade i Catalogue of Life.